# Undone (serie animata)
Undone è una serie animata tramite tecnologia rotoscopio, creata da Raphael Bob-Waksberg e Kate Purdy per Prime Video, con Rosa Salazar come protagonista.

## Trama
Undone esplora la natura elastica della realtà attraverso la sua protagonista Alma. Dopo essere rimasta vittima di un incidente d'auto quasi fatale, Alma scopre di avere una nuova relazione con il tempo e usa questa capacità per scoprire la verità sulla morte di suo padre.

## Episodi
| Stagione         | Episodi | Pubblicazione USA | Pubblicazione Italia |
| ---------------- | ------- | ----------------- | -------------------- |
| Prima stagione   | 8       | 2019              | 2019                 |
| Seconda stagione | 8       | 2022              | 2022                 |

## Personaggi e interpreti

### Personaggi principali
- Alma Winograd-Diaz, interpretata da Rosa Salazar e doppiata da Joy Saltarelli.
- Becca Winograd-Diaz, interpretata da Angelique Cabral e doppiata da Angela Brusa.
- Camila Diaz, interpretata da Constance Marie e doppiata da Laura Boccanera.
- Sam, interpretato da Siddharth Dhananjay.
- Tunde, interpretato da Daveed Diggs.
- Jacob Winograd, interpretato da Bob Odenkirk e doppiato da Franco Mannella.

### Personaggi ricorrenti
- Reed Hollingsworth, interpretato da Kevin Bigley e doppiato da Luca Mannocci.
- Farnaz, interpretata da Sheila Vand e doppiata da Cristiana Esposito.
- Geraldine, interpretata da Holley Fain e doppiata da Antonella Baldini.

## Produzione
La serie è stata rinnovata per una seconda stagione.

## Accoglienza
La prima stagione è stata accolta con responso molto positivo: su Rotten Tomatoes ha il 100% di recensioni positive con una media voto del 8.28/10 basato su 25 recensioni, mentre su Metacritic ha un voto medio di 90/100 basato su 10 recensioni.

### Riconoscimenti
- Annie Awards
  - 2020 – Candidatura per la miglior produzione televisiva d'animazione generale per l'episodio L'ospedale[5][6]

- Critics' Choice Television Awards
  - 2020 – Candidatura per la miglior serie animata[7]

- Gotham Independent Film Awards
  - 2019 – Candidatura per la miglior serie rivelazione - formato breve[8]